# 鞭枝藻属
鞭枝藻属（学名：Mastigocladus）为软管藻科的一个属。该属仅层理鞭枝藻1种，是普生性的温泉蓝藻。生长在世界各地的30～70℃温泉中，少见于冷水中。原属于鞭枝藻科（Mastigocladaceae），鞭枝藻科现为软管藻科的异名。

## 下级分类
本属包括以下物种：
- 层理鞭枝藻 Mastigocladus laminosus Cohn